# Gabi (film)
Gabi (가비?, KabiMR), noto anche con il titolo internazionale in lingua inglese Russian Coffee, è un film del 2012 diretto da Chang Yoon-hyun.

## Trama
Tanya, barista e amante del re Gojong, è incaricata di servirgli ogni giorno delle tazze di caffè. La giovane Sadako, che collabora segretamente con il governo giapponese, organizza allora un complotto per uccidere il re con del caffè avvelenato.

## Distribuzione
In Corea del Sud, la pellicola è stata distribuita a partire dal 15 marzo 2012 da Cinema Service.